# Karl Deisseroth
Karl Deisseroth, né le 18 novembre 1971 à Boston, est un psychiatre, neurobiologiste et bio-ingénieur américain, professeur de génie biologique et de psychiatrie sur la chaire D.H. Chen Foundation à l'Université Stanford.

## Carrière
Deisseroth obtient une licence (bachelor) en biochimie à l'Université Harvard en 1992. En 1998, il obtient un doctorat en neurosciences préparé sous la direction de Richard Tsien à l'université Stanford, et un doctorat en médecine en 2000. Jusqu'en 2004, il travaille comme médecin assistant en médecine interne et notamment en psychiatrie, et également comme chercheur postdoctoral auprès de Robert Malenka . En 2006, Deisseroth obtient le grade de spécialiste en neurologie et en psychiatrie. En 2005, il est nommé professeur adjoint de bio-ingénierie et de psychiatrie à l'université de Stanford, en 2009 professeur associé et en 2012, professeur titulaire. Depuis 2009, Deisseroth mène également des recherches au Howard Hughes Medical Institute (HHMI). De 2014 à 2019, il est professeur adjoint étranger à l'Institut Karolinska de Stockholm.
Karl Deisseroth est fils de l'oncologue Albert Deisseroth. Il est marié avec la professeure de neurologie Michelle Monje.

## Activité scientifique
Deisseroth est considéré comme l'un des fondateurs de l'optogénétique. Dans cette discipline, des protéines sensibles à la lumière – les channelrhodopsines – sont exprimées dans des cellules nerveuses spécifiques, permettant à ces cellules d’être activées ou inactivées électriquement par une lumière de couleur différente dans un intervalle de temps de quelques millisecondes,,. Cette méthode est largement adoptée par des groupes de recherche dans le monde entier et a ouvert de nombreuses nouvelles approches dans l’étude des troubles neurologiques et psychiatriques ainsi que du comportement.
Entre 2010 et 2013, Deisseroth et son équipe de recherche à la faculté de médecine de l'université de Stanford développent une technique appelée CLARITY (un acronyme pour : Clear Lipid -exchanged Anatomically Rigid Imaging /immunostaning Tissue hYdrogel ) : le tissu biologique post-mortem est rendu translucide à l’aide d'hydrogels à base d’acrylamide. La méthode CLARITY permet d'obtenir des images tridimensionnelles de haute résolution de la structure des protéines et des acides nucléiques de divers organes tels que l'hippocampe (cerveau) ou la moelle épinière.

## Prix et distinctions (sélection)
- 2009 : Golden Brain Award (en)
- 2010 : Élection à l'Académie nationale de médecine.
- 2010 : Prix Nakasone HFSP (de)
- 2011 : Prix Perl-UNC de neurosciences
- 2011 : Prix W. Alden Spencer (en)
- 2012 : Élection à l'Académie nationale des sciences
- 2012 : Prix Zülch de la Société Max-Planck pour le développement des sciences[5]
- 2013 : Prix Richard-Lounsbery
- 2013 : Brain Prize[6]
- 2013 : Prix Gabbay (de)
- 2013 : Prix Pasarow[7]
- 2013 : Prix Dickson en sciences
- 2014 : Prix de médecine de l'université Keiō
- 2014 : Élection à l'Leopoldina[8]
- 2015 : Prix du Centre médical d'Albany
- 2015 : Prix Dickson en médecine
- 2015 : Prix Lurie en sciences biomédicales (en)[9]
- 2015 : BBVA Foundation Frontiers of Knowledge Awards
- 2016 : Breakthrough Prize in Life Sciences[10]
- 2016 : Prix Massry[11]
- 2016 : Prix Harvey du Technion de Haïfa, Israël
- 2017 : Prix Else Kröner Fresenius
- 2018 : Prix international Canada Gairdner 2018
- 2018 : Prix de Kyoto[12]
- 2019 : Élection à l'Académie nationale d'ingénierie des États-Unis
- 2019 : Prix Rumford
- 2019 : Prix de la Fondation Warren Alpert[13]
- 2020 : Prix AH Heineken de médecine[14]
- 2020 : Prix Albert Lasker pour la recherche médicale fondamentale
- 2022 : Élection à la American Philosophical Society
- 2022 : Prix Louisa Gross Horwitz
- 2023 : Prix du Japon

## Publications
- (en) Connections: A Story of Human Feeling, Penguin Books, 2021 (ISBN 978-0-241-38186-1).
- (en) Projections: A Story of Human Emotions, Random House, 2021 (ISBN 978-1-9848-5369-1).